# Chālid ibn Saʿīd
Chālid ibn Saʿīd (arabisch خالد بن سعيد, DMG Ḫālid ibn Saʿīd; † 635) war einer der frühesten Anhänger des Propheten Mohammed, der insbesondere während der Nachfolgestreitigkeiten nach Mohammeds Tod eine wichtige Rolle spielte. In Ibn Hischāms Bearbeitung von Ibn Ishaqs Prophetenbiographie wird er an 36. Stelle der frühen Muslime eingeordnet, andere halten ihn für einen der ersten sechs Muslime.

## Leben
Chālid war Sohn von Saʿīd ibn al-ʿĀṣ, einem der angesehensten und wohlhabendsten Vertreter des Umayyaden-Clans im vorislamischen Mekka. Nachdem er sich Mohammed angeschlossen hatte, schenkte er diesem  mehrere Sklaven, die er von seinem Vater geerbt hatte. Um 615 wanderte er mit anderen Anhängern Mohammeds nach Äthiopien aus. Als im Jahre 627 Mohammed von Medina aus um die ebenfalls in Äthiopien weilende verwitwete Umm Ḥabība, die Tochter von Abū Sufyān ibn Harb, warb, fungierte Chālid, der ihr nächster Verwandter war, als ihr Brautvormund und verheiratete sie Mohammed. Die Ehe wurde erst nach der Rückkehr Umm Ḥabības aus dem äthiopischen Exil vollzogen. Die Gruppe der Rückkehrer, zu der auch Chālid gehörte, traf im Juni 628 in Medina ein, während sich Mohammed mit seinen Gefährten gerade auf dem Feldzug nach Chaibar befand.
Im Jahre 631 wurde Chālid von Mohammed in den Jemen entsandt, um dort die sadaqa einzusammeln. Einen Monat nach dem Tode des Propheten im Juli 632 kehrte er nach Medina zurück. Zu diesem Zeitpunkt hatten viele Prophetengefährten Abu Bakr bereits den Treueid geleistet. Als Angehöriger der Umayyaden, und damit des quraischitischen Adels der Nachkommen von Abd Manaf, stand Chālid der Herrschaft Abū Bakrs, der zu dem weniger angesehenen Clan der Taim gehörte, äußerst kritisch gegenüber. Es wird überliefert, dass er ʿAlī ibn Abī Tālib und Uthman ibn Affan heftig dafür tadelte, dass sie die Herrschaftsübernahme von Abū Bakr nicht verhindert hatten. Chālid weigerte sich mehrere Monate lang, Abū Bakr den Treueid zu leisten. Erst nachdem ihn Abū Bakr mit dem Ziel der Aussöhnung in seinem Haus besucht hatte, war er zu diesem Schritt bereit.
Später führte eine erfolglose Militäraktion im Norden der arabischen Halbinsel, bei der Chālid seine Truppen im Stich ließ, dazu, dass ihn Abū Bakr aus Medina verbannte. Erst nachdem Umar ibn al-Chattab Kalif geworden war, wurde er begnadigt. Er starb bei einem weiteren Militäreinsatz in Syrien im Jahre 635.